# Étrochey
Étrochey est une commune française située dans le département de la Côte-d'Or en région Bourgogne-Franche-Comté.

## Géographie

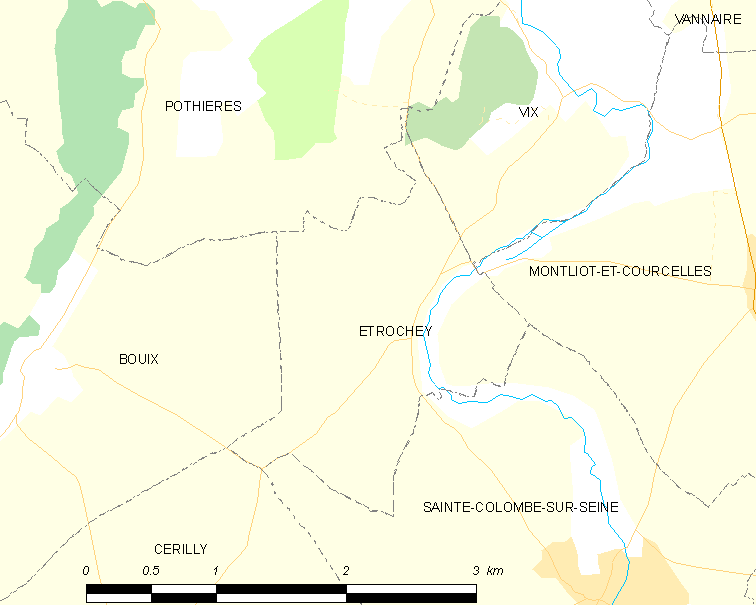

Étrochey a une superficie de 3,21 km2 située à une altitude entre 203 et 236 mètres.

### Accès
Étrochey est relié à la RD 971 à hauteur de Montliot-et-Courcelles et à la RD 965 à hauteur de Cérilly. Des voies secondaires accèdent aux autres localités mitoyennes.

### Hydrographie
La partie est d'Étrochey est traversée par le cours de la Seine.

### Climat
Pour des articles plus généraux, voir Climat de la Bourgogne-Franche-Comté et Climat de la Côte-d'Or.
En 2010, le climat de la commune est de type climat des marges montargnardes, selon une étude du Centre national de la recherche scientifique s'appuyant sur une série de données couvrant la période 1971-2000. En 2020, Météo-France publie une typologie des climats de la France métropolitaine dans laquelle la commune est exposée à un climat océanique altéré et est dans la région climatique  Lorraine, plateau de Langres, Morvan, caractérisée par un hiver rude (1,5 °C), des vents modérés et des brouillards fréquents en automne et hiver. 
Pour la période 1971-2000, la température annuelle moyenne est de 10,3 °C, avec une amplitude thermique annuelle de 16,2 °C. Le cumul annuel moyen de précipitations est de 856 mm, avec 11,9 jours de précipitations en janvier et 8,3 jours en juillet. Pour la période 1991-2020, la température moyenne annuelle observée sur la station météorologique de Météo-France la plus proche, « Châtillon/Seine », sur la commune de Châtillon-sur-Seine à 5 km à vol d'oiseau, est de 10,8 °C et le cumul annuel moyen de précipitations est de 832,8 mm,. Pour l'avenir, les paramètres climatiques de la commune estimés pour 2050 selon différents scénarios d'émission de gaz à effet de serre sont consultables sur un site dédié publié par Météo-France en novembre 2022.

## Urbanisme

### Typologie
Au 1er janvier 2024, Étrochey est catégorisée commune rurale à habitat dispersé, selon la nouvelle grille communale de densité à 7 niveaux définie par l'Insee en 2022.
Elle est située hors unité urbaine. Par ailleurs la commune fait partie de l'aire d'attraction de Châtillon-sur-Seine, dont elle est une commune de la couronne,. Cette aire, qui regroupe 60 communes, est catégorisée dans les aires de moins de 50 000 habitants,.

### Occupation des sols
L'occupation des sols de la commune, telle qu'elle ressort de la base de données européenne d’occupation biophysique des sols Corine Land Cover (CLC), est marquée par l'importance des territoires agricoles (99,6 % en 2018), une proportion identique à celle de 1990 (99,6 %). La répartition détaillée en 2018 est la suivante : 
terres arables (84,5 %), zones agricoles hétérogènes (8,7 %), prairies (6,3 %), forêts (0,4 %). L'évolution de l’occupation des sols de la commune et de ses infrastructures peut être observée sur les différentes représentations cartographiques du territoire : la carte de Cassini (XVIIIe siècle), la carte d'état-major (1820-1866) et les cartes ou photos aériennes de l'IGN pour la période actuelle (1950 à aujourd'hui).

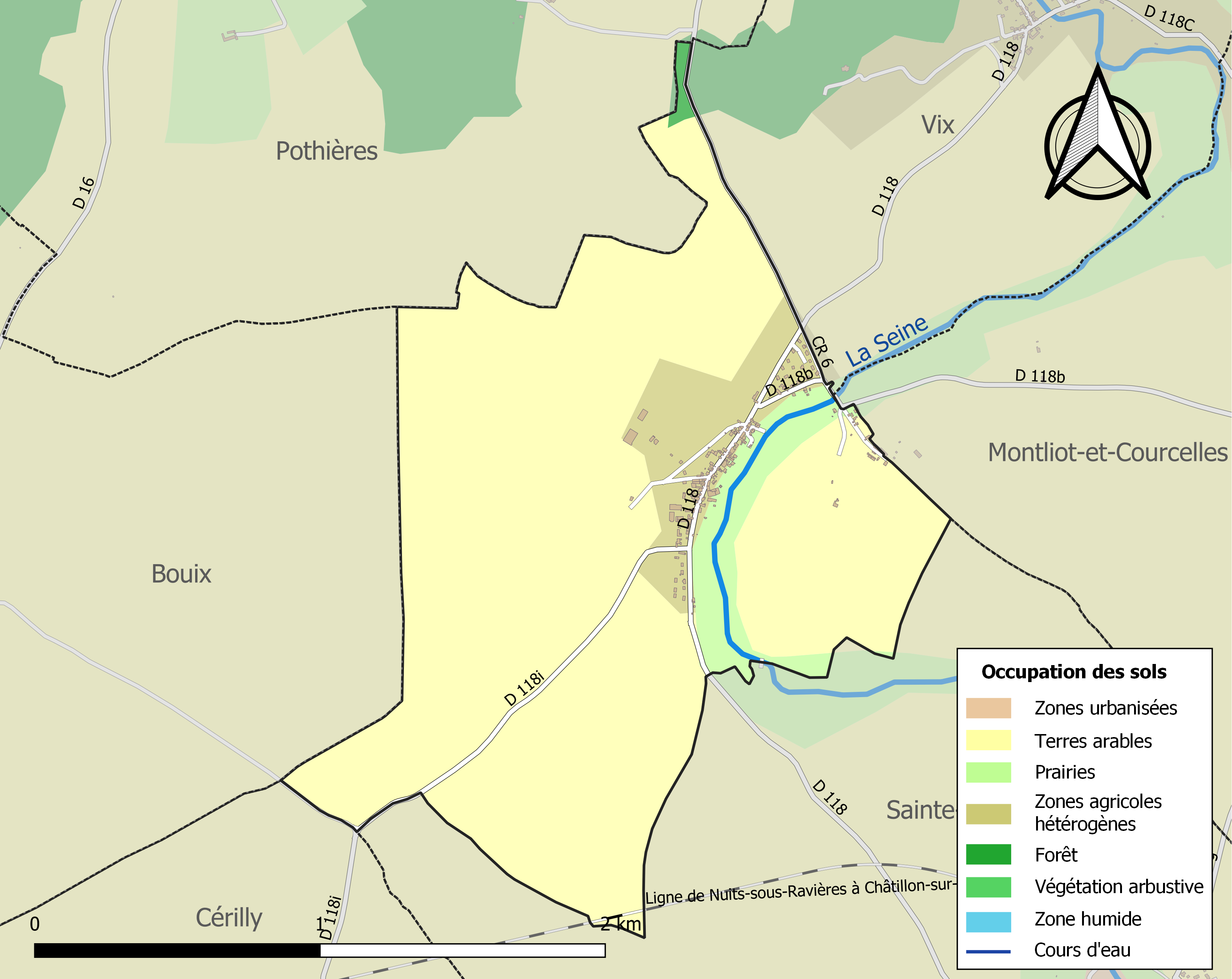
Carte des infrastructures et de l'occupation des sols de la commune en 2018 (CLC).

## Histoire

### Préhistoire et Antiquité
Une petite partie du Mont Lassois touche le territoire de la commune au nord. Des silex taillés et polis, une hache de bronze ont été trouvés en grand nombre ainsi que des objets d'époque gallo-romaine. La construction du village semble liée à un pont franchissant la Seine, dit encore pont des Romains, sur la voie reliant Langres à Auxerre.

### Moyen Âge
Une nécropole mérovingienne au nord du village a été fouillée à la fin du XIXe siècle. Lors de la partition du Lassois, Étrochey est rattachée à la Bourgogne alors que Vix qui partage avec lui la paroisse de l'église Saint-Marcel l'est à la Champagne.

### Époque moderne
En 1638 Étrochey passe sous l'autorité du maire de Châtillon. L'exploitation du minerai de fer lavé dans les patouillets installés sur la Seine en amont du village fournit les hauts-fourneaux de Sainte-Colombe-sur-Seine jusqu'au XIXe siècle. L'exploitation des carrières de pierre y est également très ancienne.

## Politique et administration
| Période                                  | Période  | Identité        | Étiquette | Qualité  |
| ---------------------------------------- | -------- | --------------- | --------- | -------- |
| mars 1965                                | 2008     | Paul Payot      |           |          |
| mars 2008                                | 2020     | Liliane Parisot | DVG       | Employée |
| 2020                                     | En cours | Joëlle Payot    |           |          |
| Les données manquantes sont à compléter. |          |                 |           |          |

Étrochey appartient :
- à l'arrondissement de Montbard,
- au canton de Châtillon-sur-Seine et
- à la communauté de communes du pays châtillonnais.

## Démographie
L'évolution du nombre d'habitants est connue à travers les recensements de la population effectués dans la commune depuis 1793. Pour les communes de moins de 10 000 habitants, une enquête de recensement portant sur toute la population est réalisée tous les cinq ans, les populations de référence des années intermédiaires étant quant à elles estimées par interpolation ou extrapolation. Pour la commune, le premier recensement exhaustif entrant dans le cadre du nouveau dispositif a été réalisé en 2006.

En 2022, la commune comptait 207 habitants, en évolution de −8 % par rapport à 2016 (Côte-d'Or : +0,82 %, France hors Mayotte : +2,11 %).
| 1793 | 1800 | 1806 | 1821 | 1831 | 1836 | 1841 | 1846 | 1851 |
| ---- | ---- | ---- | ---- | ---- | ---- | ---- | ---- | ---- |
| 377  | 186  | 179  | 185  | 197  | 219  | 207  | 221  | 208  |

| 1856 | 1861 | 1866 | 1872 | 1876 | 1881 | 1886 | 1891 | 1896 |
| ---- | ---- | ---- | ---- | ---- | ---- | ---- | ---- | ---- |
| 219  | 219  | 215  | 208  | 206  | 256  | 239  | 225  | 237  |

| 1901 | 1906 | 1911 | 1921 | 1926 | 1931 | 1936 | 1946 | 1954 |
| ---- | ---- | ---- | ---- | ---- | ---- | ---- | ---- | ---- |
| 219  | 191  | 208  | 174  | 174  | 160  | 176  | 229  | 217  |

| 1962 | 1968 | 1975 | 1982 | 1990 | 1999 | 2006 | 2011 | 2016 |
| ---- | ---- | ---- | ---- | ---- | ---- | ---- | ---- | ---- |
| 201  | 178  | 189  | 189  | 229  | 221  | 238  | 226  | 225  |

| 2021 | 2022 | - | - | - | - | - | - | - |
| ---- | ---- | - | - | - | - | - | - | - |
| 213  | 207  | - | - | - | - | - | - | - |

## Vie locale

### Cultes
Étrochey fait partie des 206 communes françaises qui n'ont aucun édifice religieux sur leur territoire. Toutefois, dans la première moitié du XXe siècle une maison du village intégrait une chapelle qui servait en hiver à la pratique du culte catholique. Depuis, l'église Saint-Marcel de Vix dessert également Étrochey.

## Économie
L'exploitation des carrières de pierre (pierre d'Étrochey), installée sur un site de cinq hectares avec une surface couverte de 5 770 m2, a employé 80 personnes jusqu'en 2016.
Autour de sa carrière la commune a fédéré dès le XXe siècle un groupe de coureurs cyclistes dont certains sont passés professionnels.

## Culture locale et patrimoine

### Lieux et monuments
- Les carrières, jadis nombreuses, à l'origine de la pierre d'Étrochey
- Pont ancien sur la Seine, dit "Pont des Romains"[21]
- Le versant sud du Mont Lassois est en limite communale d'Étrochey.

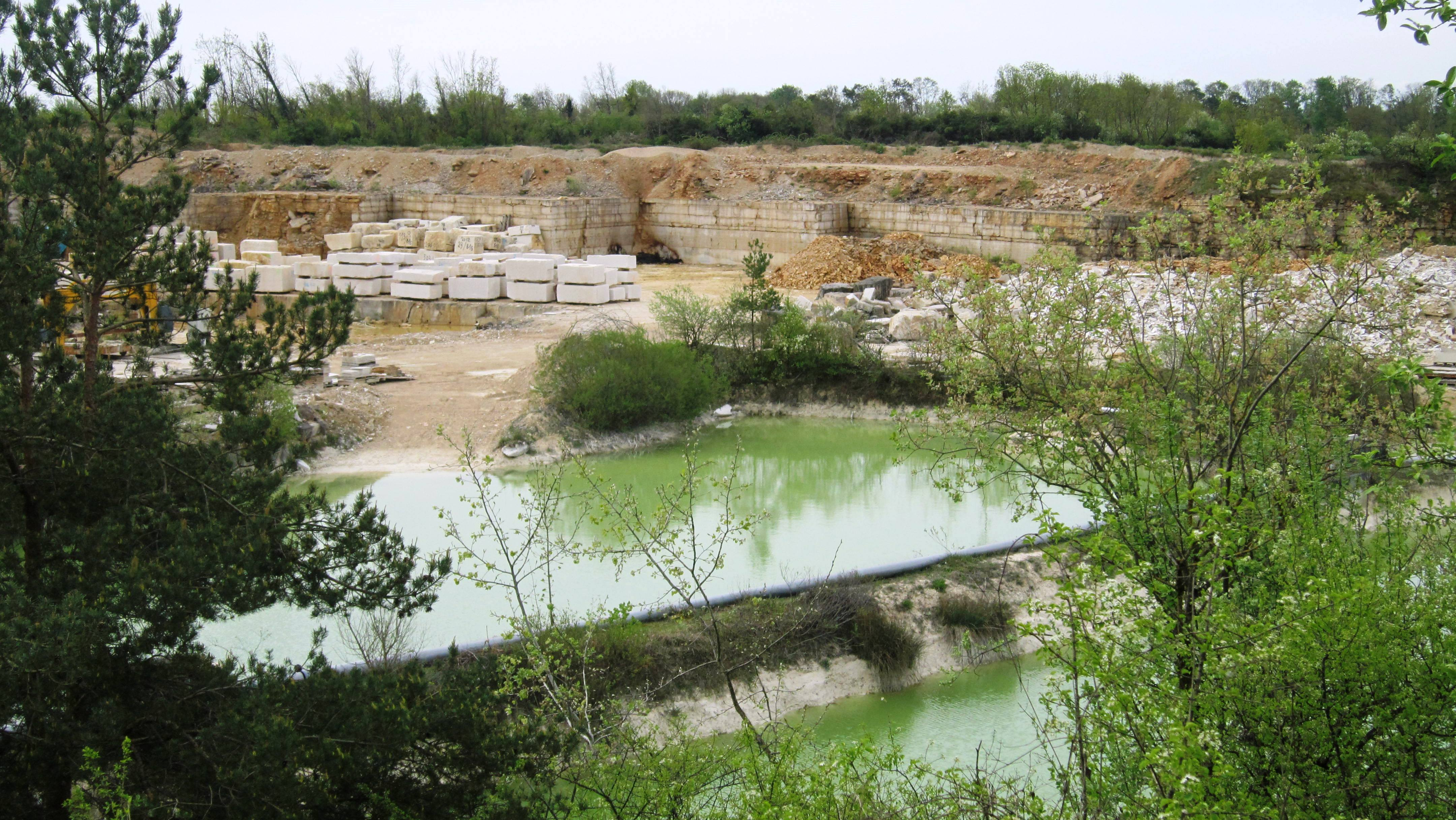
Carrière d'Etrochey
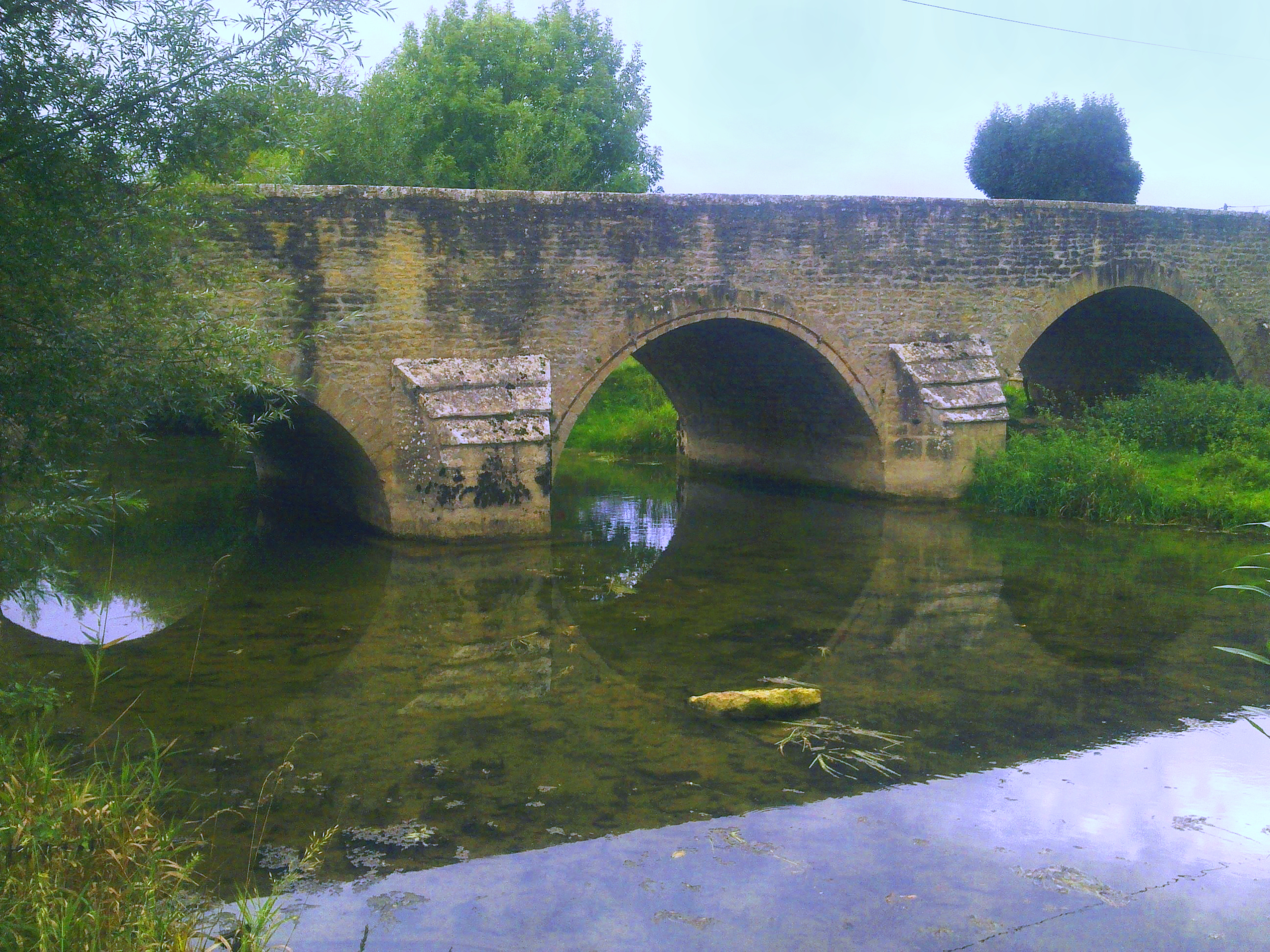
Le pont des romains.
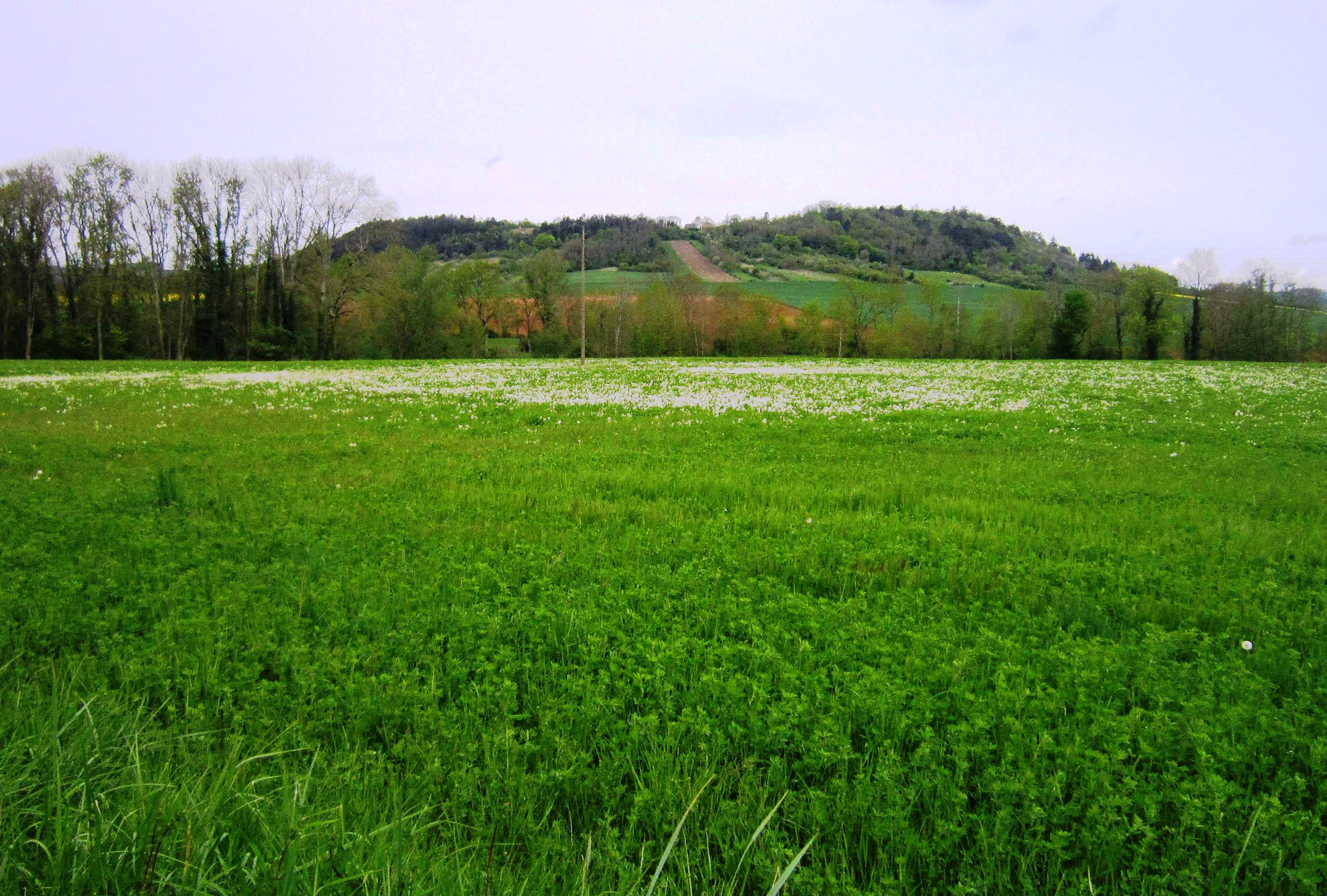
Le Mont Lassois
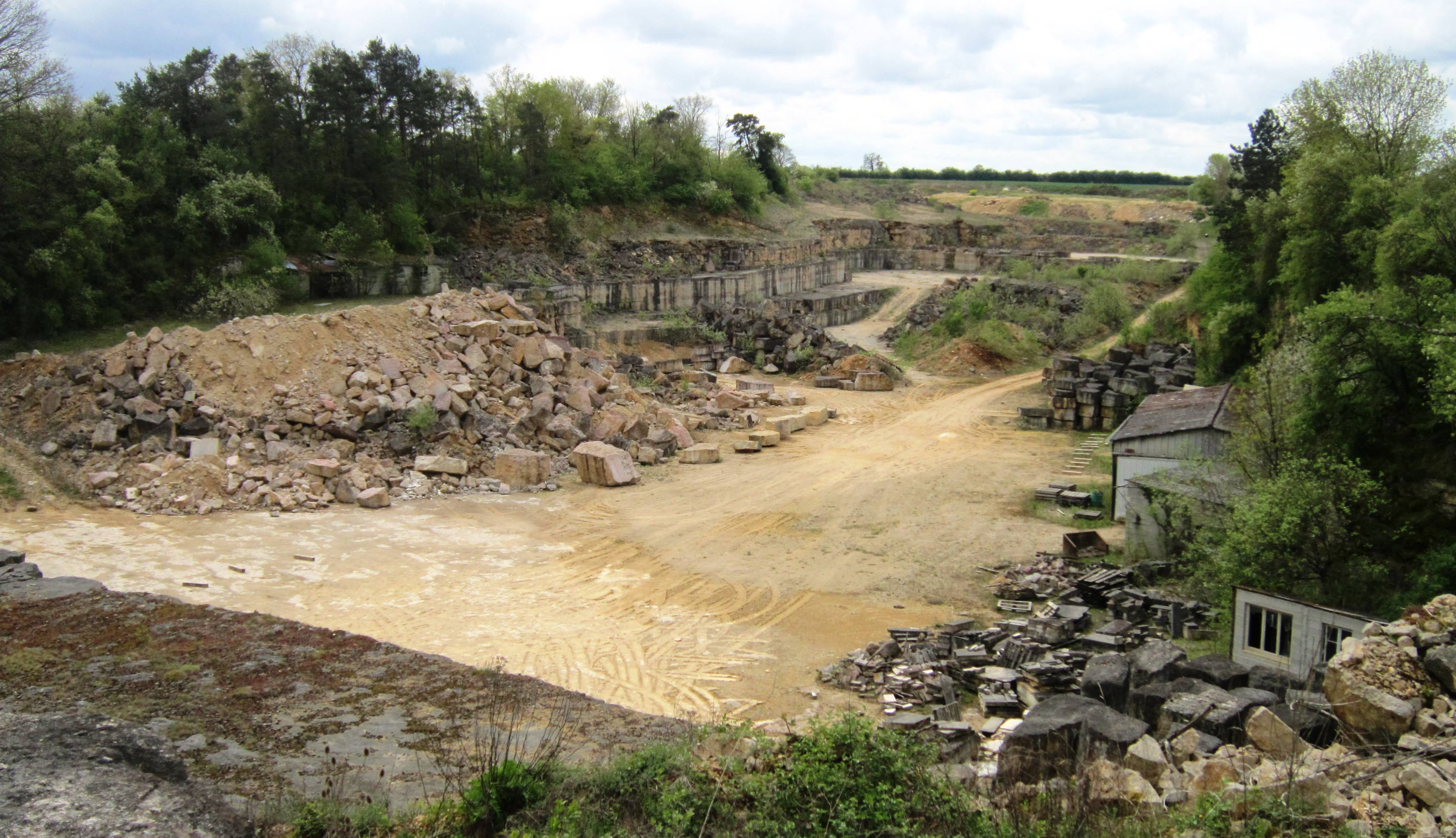
Ancienne carrière de pierre

### Héraldique
| Blason de Étrochey | Blason  | Parti : au 1er mi-parti bandé d'azur et d'or à la bordure de gueules, au 2e d'azur à la bande d'argent côtoyée de deux doubles cotices potencées et contre-potencées d'or, au pont en dos d'âne de trois arches de sable brochant en fasce sur le tout. |
| Blason de Étrochey | Détails | Le statut officiel du blason reste à déterminer. |